# Eugeniusz Szulc

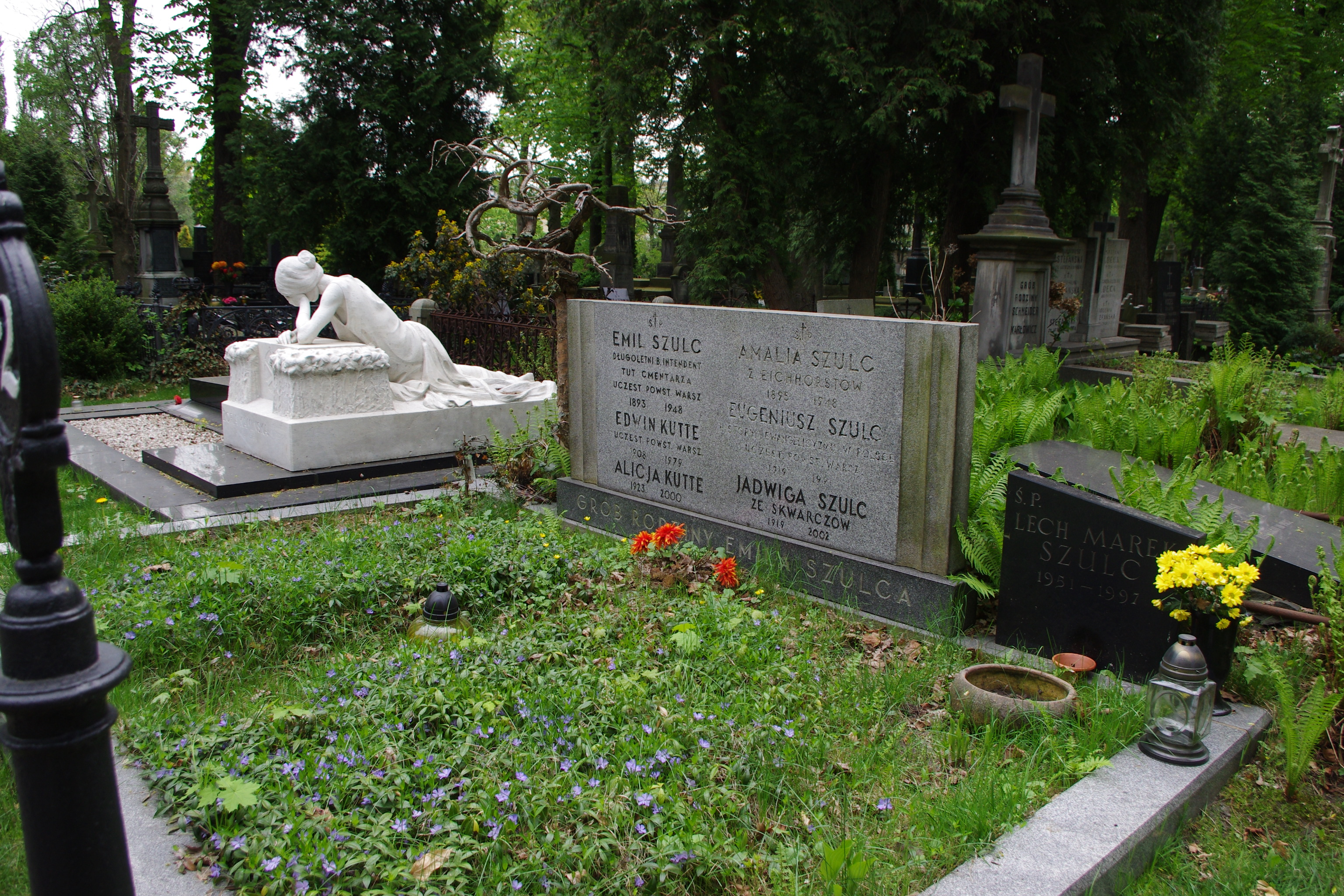
Grób historyka Eugeniusza Szulca na Cmentarzu ewangelicko-augsburskim w Warszawie

Eugeniusz Szulc (ur. 8 lipca 1919 w Turku, zm. 24 maja 1991 w Warszawie) – polski historyk ewangelicyzmu, varsavianista.

## Życiorys
Był synem Emila (1893–1948) i Amalii z Eichhorstów; ojciec był wieloletnim intendentem cmentarza Ewangelicko-Augsburskiego w Warszawie. Eugeniusz Szulc ukończył warszawskie Liceum im. Mikołaja Reja, a w latach okupacji studiował na tajnych kompletach biologię. W tym okresie rozpoczął też prace dokumentacyjne związane z zarządzanym przez ojca cmentarzem, w 1941 wydając niewielki przewodnik. Wspólnie z rodzicami ukrywał żydowską czteroosobową rodzinę zbiegłą z getta, która dzięki tej pomocy zdołała przetrwać okupację. W 1983 Emila, Amalię i Eugeniusza Szulców wyróżniono po wojnie Medalem "Sprawiedliwy wśród Narodów Świata". Szulc, podobnie jak ojciec, uczestniczył w walkach powstania warszawskiego i schyłek wojny spędził jako jeniec obozu w Niemczech. 
Po powrocie do kraju pracował jako biolog. Jednocześnie kontynuował swoje zainteresowania historyczne, prowadząc kwerendy archiwalne i dokumentując dzieje ewangelicyzmu w Polsce, a szczególnie w Warszawie. Był autorem szeregu obszernych artykułów, w większości w prasie ewangelickiej, poświęconych udziałowi polskich protestantów w życiu kulturalnym, gospodarczym i naukowym Warszawy. Wydał też trzy pozycje książkowe — Cmentarz ewangelicko-augsburski w Warszawie (1989), Cmentarz ewangelicko-reformowany w Warszawie (1989, z żoną Jadwigą Antoniną z domu Skwarcz), Cmentarze ewangelickie w Warszawie (1989). Prace te miały charakter słowników biograficznych osób pochowanych na obu warszawskich cmentarzach ewangelickich (oraz członków ich rodzin).
Został pochowany w alei E (grób 18) na Cmentarzu Ewangelicko-Augsburskim w Warszawie.